# Ignaz Rohr

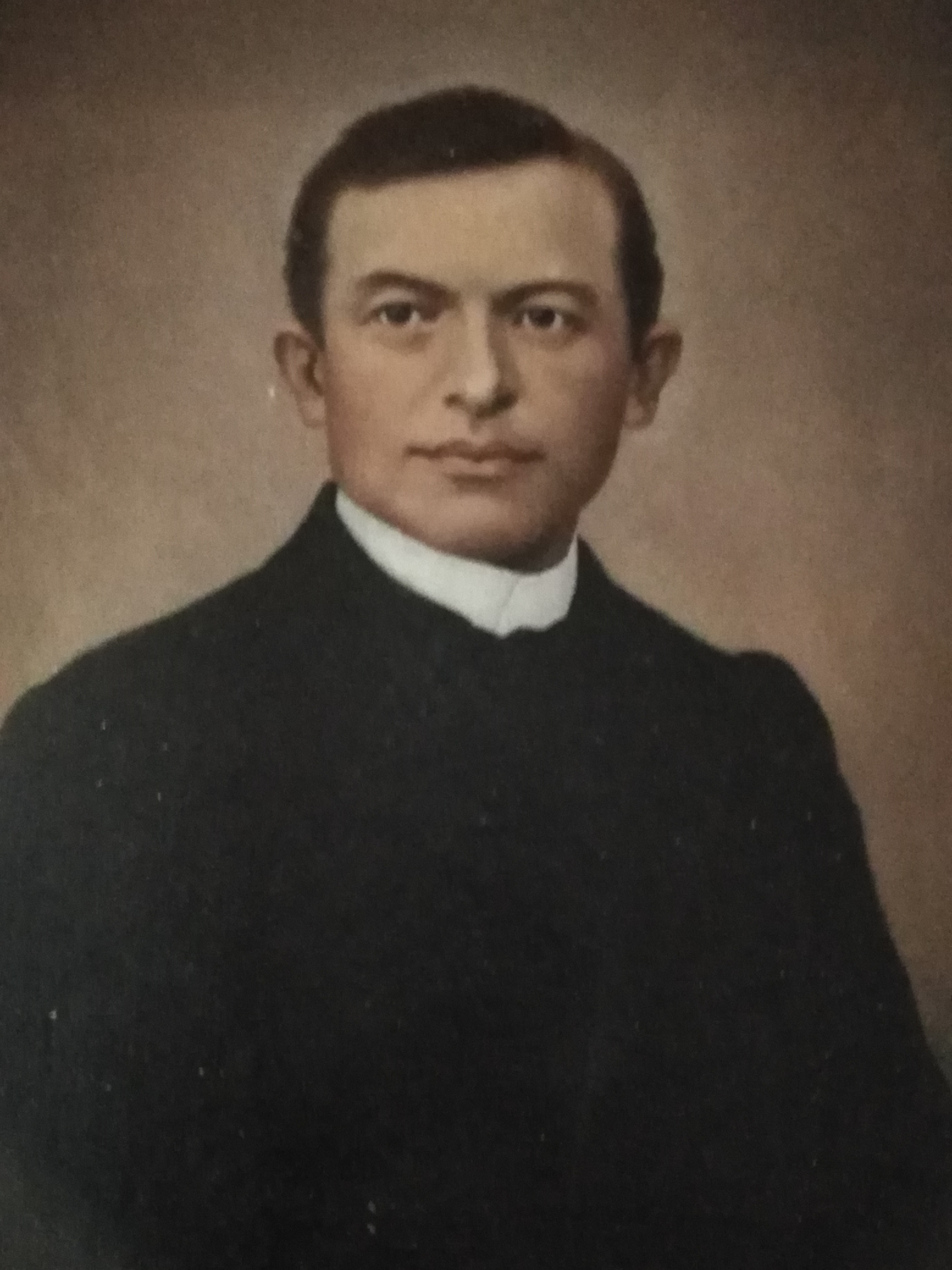
Ignaz Rohr (Breslau, 1904)

Ignaz Rohr (* 29. Juni 1866 in Hochmössingen, heute Stadtteil von Oberndorf am Neckar; † 7. Februar 1944 ebenda) war ein deutscher katholischer Theologe und Professor für neutestamentliche Exegese.

## Leben und Werdegang
Ignaz Rohr wurde in Hochmössingen in der heutigen Dornhaner Straße 20 geboren und wuchs – nachdem er in frühester Kindheit beide Eltern verloren hatte – bei Familie Sohmer als Pflegesohn auf. Er zeigte früh Interesse an der Malerei und besuchte die Lateinschule in Horb. Nach dem Abitur am Rottweiler Gymnasium studierte er seit 1887 an der  Eberhard Karls Universität Tübingen Theologie, Philosophie, Kunstgeschichte und Philologie. 1891 trat er in das Rottenburger Priesterseminar ein. 1892 wurde er zum Priester geweiht. Vikariate führten ihn nach Rottenburg-Ehingen und Ehingen (Donau), er war auch Gymnasial-Repetent in Ellwangen. 1894 promovierte er mit seiner Arbeit „Eine Prophezeiung aus der Zeit der Reformation“ zum Doktor der Philosophie, 1899 mit einer Arbeit über „Paulus und die Gemeinde von Korinth“ zum Doktor der Theologie. 1900 trat er die Stelle des Stadtpfarrers von Geislingen an der Steige an. 1903 wurde er auf den Lehrstuhl für die Exegese des Neuen Testaments an die Breslauer katholisch-theologische Fakultät berufen. 1906 erhielt er eine Berufung nach Straßburg. 1911 wählten ihn die Mitglieder des Kunstvereins der Rottenburger Diözese zu ihrem Vorsitzenden, ein Amt, das er erst 1927 niederlegte. 1913 unternahm Ignaz Rohr eine kunstgeschichtliche Fahrt nach England, Besuche in Brügge und Gent schlossen sich an. 1917 wurde er Professor für neutestamentliche Exegese an der Universität Tübingen und im Winterhalbjahr 1922/1923 dort Rektor. 1929 veröffentlichte Rohr eine viel beachtete neutestamentliche Untersuchung zum Thema „Die soziale Frage und das Neue Testament“. 1932 trat er in den Ruhestand und zog sich in sein Haus nach Hochmössingen zurück. Er starb im Krankenhaus Oberndorf a. N.
Rohr war Ehrenmitglied der katholischen Studentenverbindungen AV Guestfalia Tübingen (seit 1900), KDStV Salia Breslau (seit 1905) und KDStV Badenia (Straßburg) Frankfurt am Main (seit 1909), alle im CV,  sowie seit 1926 Ehrenbürger der Gemeinde Hochmössingen.

## Wirken
Zusammen mit dem Alttestamentler Johannes Nikel gab er die Reihe „Biblische Zeitfragen“ heraus und verfasste eine Reihe von Beiträgen zum „Kirchlichen Handlexikon“ Buchbergers. Rohrs Spezialgebiet war das Neue Testament, bei dem er sich hauptsächlich mit der Erforschung des Corpus Paulinum und der Offenbarung des Johannes beschäftigte. Neben der Exegese des neuen Testaments interessierte sich Rohr auch für christliche Kunst, so steuerte er zahlreiche Publikationen zum „Archiv für christliche Kunst“ bei. Seinem schwäbischen Landsmann Landolin Ohmacht widmete er eine 194 Seiten umfassende Lebens- und Werkbeschreibung. 1937–1943 war er Mitherausgeber der Tübinger Theologischen Quartalschrift.
Ignaz Rohr galt als einer der besten Kenner der religiösen Kunst Schwabens seiner Zeit.

## Schriften (Auswahl)
- Eine Prophezeiung ex eventu aus der Zeit der Reformation, in: Historisch-politische Blätter 118 (1896), Dissertation
- Paulus und die Gemeinde in Korinth auf Grund der beiden Korintherbriefe (= Biblische Studien, Bd. 4,4). Herder, Freiburg im Breisgau 1899.
- Der Vernichtungskampf gegen das biblische Christusbild. Aschendorff, Münster 1908.
- Ersatzversuche für das biblische Christusbild. Aschendorff, Münster 1908.
- Die Glaubwürdigkeit des Markusevangeliums. Aschendorff, Münster 1909.
- Der Straßburger Bildhauer Landolin Ohmacht. Straßburg 1911.
- Die Geheime Offenbarung und die Zukunftserwartungen des Urchristentums. Aschendorff, Münster 1911.
- Griechentum und Christentum. Aschendorff, Münster 1912.
- Der Hebräerbrief. Hanstein, Bonn 1916 (4. Aufl. 1932).
- Das Gebet im Neuen Testament. Aschendorff, Münster 1924.
- Die soziale Frage und das Neue Testament. Aschendorff, Münster 1929.